# Orquestra Sinfônica do Theatro Municipal do Rio de Janeiro
A Orquestra Sinfônica do Theatro Municipal do Rio de Janeiro, também conhecida como OSTM, é uma orquestra sinfônica existente na cidade do Rio de Janeiro e um dos corpos artísticos do Theatro Municipal do Rio de Janeiro. Atua nas temporadas líricas do Theatro Municipal, apresentando-se muitas vezes juntamente com o Coro do Theatro Municipal do Rio de Janeiro e com o Ballet do Theatro Municipal do Rio de Janeiro.

## História
A orquestra foi fundada em 1931 na gestão do então prefeito do Distrito Federal Adolfo Bergamini. Para o projeto de criação da orquestra, o prefeito organizou uma comissão formada pelos maestros Luciano Gallet e Francisco Braga, então professores do Instituto Nacional de Música, e por dois italianos residentes na cidade: os maestros Silvio Piergili e Salvatore Ruberti.
Após a seleção de músicos, a orquestra estreou em 05 de setembro de 1931 tendo como solista o tenor Tito Schipa. Na ocasião, foi regida por Francisco Braga, que tornou-se o primeiro maestro titular do grupo.
Desde a sua criação, a orquestra teve como regentes titulares Francisco Braga, Henrique Spedini, Mário Tavares, Henrique Morelenbaum (regente adjunto), Silvio Barbato, André Cardoso (regente assistente), Guilherme Bernstein Seixas e Silvio Viegas. Estiveram também à frente da orquestra como convidados os compositores Igor Stravinsky, Paul Hindemith, Heitor Villa-Lobos, Francisco Mignone, Oscar Lorenzo Fernández, Radamés Gnatalli, José Siqueira, Camargo Guarnieri, Guerra-Peixe, Claudio Santoro, entre outros.
Atualmente o grupo é formado por 68 músicos efetivos. Os demais são contratados de acordo com o repertório a ser apresentado.
Seu atual regente titular é o maestro Ira Levin.